# Clinchport
Clinchport és una població dels Estats Units a l'estat de Virgínia. Segons el cens del 2000 tenia 77 habitants.

## Demografia
Segons el cens del 2000, Clinchport tenia 77 habitants, 31 habitatges, i 19 famílies. La densitat de població era de 43,7 habitants per km².
Dels 31 habitatges en un 35,5% hi vivien nens de menys de 18 anys, en un 45,2% hi vivien parelles casades, en un 16,1% dones solteres, i en un 38,7% no eren unitats familiars. En el 32,3% dels habitatges hi vivien persones soles el 6,5% de les quals corresponia a persones de 65 anys o més que vivien soles. El nombre mitjà de persones vivint en cada habitatge era de 2,48 i el nombre mitjà de persones que vivien en cada família era de 3,16.
Per edats la població es repartia de la següent manera: un 26% tenia menys de 18 anys, un 6,5% entre 18 i 24, un 33,8% entre 25 i 44, un 20,8% de 45 a 60 i un 13% 65 anys o més.
L'edat mediana era de 34 anys. Per cada 100 dones de 18 o més anys hi havia 128 homes.
La renda mediana per habitatge era de 31.875 $ i la renda mediana per família de 36.250 $. Els homes tenien una renda mediana de 21.500 $ mentre que les dones 11.250 $. La renda per capita de la població era de 10.485 $. Entorn del 8,7% de les famílies i el 9,2% de la població estaven per davall del llindar de pobresa.

## Poblacions més properes
El següent diagrama mostra les poblacions més properes.